# Mark D. Steinberg
Mark D. Steinberg (ur. 8 czerwca 1953 w San Francisco) – amerykański historyk, badacz dziejów Rosji.

## Życiorys
W 1987 obronił doktorat. W latach 1987–1989 był wykładowcą Uniwersytetu Harvarda, 1989–1994 Uniwersytetu Yale. Od 1998 do 2004 kierował Russian and East European Center na Uniwersytecie Illinois. Specjalizuje się w dziejach Rosji przełomu XIX i XX wieku zwłaszcza w dziejach kultury i historii społecznej.

## Wybrane publikacje
- Moral Communities: The Culture of Class Relations in the Russian Printing Industry, 1867‑1907, University of California Press 1992. ISBN 978-0-520-07572-6
- (redakcja) Cultures in Flux: Lower Class Values, Practices and Resistance in Late Imperial Russia, Princeton University Press 1994, ISBN 978-0-691-00106-7.
- (współautor: Vladimir M. Khrustalëv), The Fall of the Romanovs: Political Dreams and Personal Struggles in a Time of Revolution, Yale University Press 1995, ISBN 978-0-300-06557-2.
- Voices of Revolution 1917, Yale University Press 2001, ISBN 978-0-300-09016-1
- Proletarian Imagination: Self, Modernity, and the Sacred in Russia 1910-1925, Cornell University Press 2002, ISBN 978-0-8014-8826-9
- (redakcja) Sacred Stories: Religion and Spirituality in Modern Russia, Indiana University Press 2007, ISBN 978-0-253-34747-3
- (redakcja) Religion, Morality, and Community in Post-Soviet Societies, Woodrow Wilson Center Press and Indiana University Press, 2008, ISBN 978-0-253-35266-8
- Petersburg Fin de Siècle, Yale University Press 2011.
- (redakcja) Interpreting Emotions in Russia and Eastern Europe, Northern Illinois University Press 2011.

## Publikacje w języku polskim
- (współautor Nicholas V. Riasanovsky) Historia Rosji, przeł. Anna Bernaczyk, Tomasz Tesznar, Kraków 2009, ISBN 978-83-233-2615-1